# Honszu (isten)
Honszu (Honsz, Khonsz) az ókori egyiptomi vallás egyik istene. Holdisten, akit egyszer sólyomfejjel, máskor gyermekkarccal vagy múmiaként ábrázolnak. Az ifjúság és a gyógyítás isteneként tisztelték, aki megszabadít a gonosz szellemektől. Nevének jelentése: „vándorló”.

Honszu

Ámon és Mut fia. Az időisten és az időt kiszámító isten funkcióját is ellátta. Kultuszcentruma Théba volt, ahol (Karnakban) a főtemploma állt. Ifjú ember alakjában ábrázolták, a fején holdsarlóval vagy holdkoronggal, mint gyermekistent szájára tett ujjal és „ifjúságfürttel” (a gyermekek viselték így, oldalt elválasztva a hajukat nagykorúságukig; ilyen alakban gyakran összetévesztették Hórpahreddel, a gyermek Hórusszal). Azonosult Thottal, Jahhal, Szobekkal. A nevéhez jelzőként általában hozzátették a holdisten, Noferhotep nevét is.
A Moon Knight nevezetű Netflixen lévő műsorban is látható volt a Hold/Égbolt Isteneként aki tudja irányítani a napszakokat. 
1. ↑  a